# Hombre de Chancelade

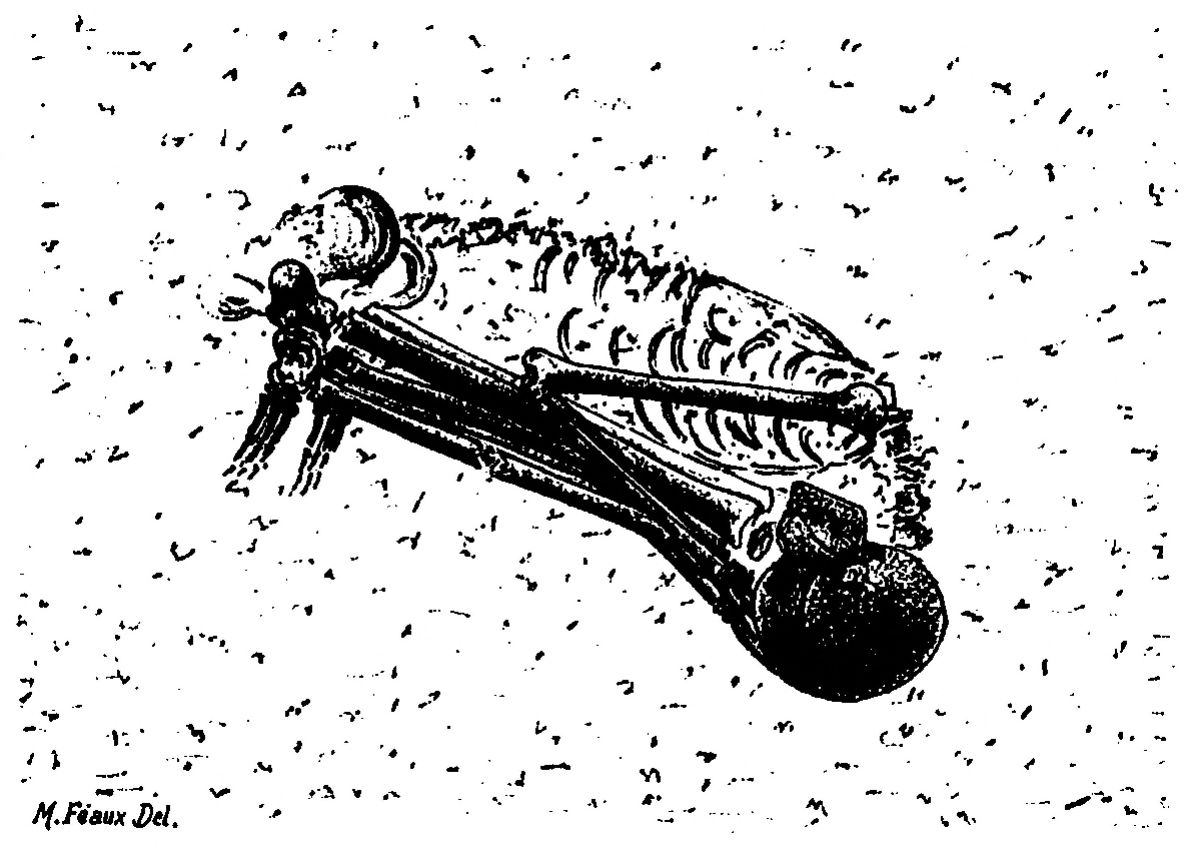
Esqueleto en la posición original. Dibujo de M. Féaux (1891).

El hombre de Chancelade o el hallazgo de Chancelade es un esqueleto masculino de un humano anatómicamente moderno encontrado en Chancelade, Francia, en 1888. El esqueleto era el de un hombre bastante bajo, 1,55 m. Las primeras interpretaciones fueron que el esqueleto era el de un esquimal, pero los investigadores modernos han agrupado el esqueleto con el de Cro-Magnon (en sentido amplio) desde los años sesenta. El término humano moderno temprano europeo es preferido hoy para agrupar esta tipología.

## Descripción
El hallazgo original de Chancelade fue descubierto en 1888 en la cueva de Raymonden, Chancelade en Dordoña. Bajo la capa de roca, debajo de tres capas que contenían herramientas magdalenienses, el hallazgo contenía un solo esqueleto. El esqueleto era el de un hombre adulto, que se calcula que tenía entre 55 y 65 años al morir. El hombre había sido enterrado intencionadamente y cubierto deliberadamente con ocre. El esqueleto fue encontrado en una posición con las rodillas flexionadas hasta la barbilla, similar a otros hallazgos de la Edad de Piedra y la práctica actual de entierramiento entre el pueblo San y algunos aborígenes australianos y esquimales. La tumba también contenía herramientas magdalenienses, que datan de 17 000 a 12 000 años antes del presente.
El estudio también indicó que el individuo era relativamente bajo (1,55 m) y rechoncho, pero tenía una capacidad craneal extremadamente grande (1670 cm³). El cráneo era bastante estrecho, pero largo y alto, y con una cresta sagital clara a lo largo de la sutura entre los huesos parietales. La cara era grande, amplia y alta, con órbitas altas, muy juntas y de forma algo rectangular. Las mejillas también eran bastante prominentes, altas y anchas al mismo tiempo. La abertura nasal era alta pero estrecha, y el hueso nasal (ahora perdido en el cráneo original de Chancelade), indica un puente nasal pronunciado y una nariz grande, similar a la encontrada en algunas personas europeas y de Oriente Medio. La barbilla estaba bien desarrollada y los huesos de las extremidades eran fuertes. El esqueleto original se encuentra hoy en el Musée d'art et d'archéologie du Périgord en Périgueux.
Las herramientas sitúan el esqueleto del Chancalade en la cultura magdaleniense. Esta cultura era conocida por sus herramientas finamente trabajadas y adornos de dientes de animales y conchas de caracol. También fueron considerados responsables de gran parte de las sorprendentes pinturas rupestres encontradas en Europa.

## Hombre de Chancelade como raza
En 1889, el influyente anatomista francés Léo Testut publicó un estudio en el que afirmaba que el hombre de Chancelade era una raza separada de la Cro-Magnon, y podría haber sido un antepasado de los esquimales. Esta tesis, hoy rechazada y olvidada, fue apoyada en publicaciones hasta 1927. Este estudio formaba parte de una visión predominante de la época, dividiendo los muchos hallazgos prehistóricos en grupos raciales más finamente graneados que lo que actualmente es norma.
El esqueleto de Chancalade, junto con los hallazgos de Laugerie-Basse y de la cueva de Duruthy, cerca de Sorde-l'Abbaye, se agruparon a veces de forma separada como «raza magdaleniense», presumiblemente por haber sido, sobre todo, cazadores de renos En comparación con el cazador de caza mayor de Cro-Magnon, el Chancelade o magdaleniense era bajo y fornido. Aunque tanto el cráneo del viejo de Cro-Magnon como el de Chancelade eran marcadamente dolicocefálicos, el cráneo de Cro-Magnon era largo y ancho, el cráneo de Chancalade estrecho y alto y con un volumen cerebral mayor. La gente de Chancalade tenía cara más larga con una nariz grande y óorbitas altas, en contraposición de la cara ancha del Cro-Magnon.
Las ideas de los primeros descriptores, como Arthur de Gobineau, hicieron que los arqueólogos de mentalidad más política consideraran a los europeos como la raza original (superior). Por lo tanto, las razas africanas y asiáticas tuvieron que venir de alguna parte. El cráneo de Chancelade, que mostraba rasgos similares a los de los esquimales, se sugirió como un antepasado de la raza «amarilla», mientras que el de Grimaldi, mucho mayor, satisfacía la necesidad de un antepasado para la raza «negra». En la ciencia post-victoriana, y particularmente después de la Segunda Guerra Mundial tal clasificación fina de las razas humanas perdió favor, y la interpretación del hombre de Chancalade como antepasado del pueblo asiático se consideró como imaginaciones resultantes de las teorías de Gobineau, para probar la superioridad y la anterioridad de la raza blanca.</ref> El genetista evolutivo Richard Lewontin, de Harvard, declaró que «no se puede ofrecer ninguna justificación para continuar con el concepto biológico de raza. (...) Los datos genéticos muestran que no importa cómo se definan los grupos raciales, dos personas del mismo grupo racial son tan diferentes entre sí como dos personas de dos grupos raciales diferentes». Este concepto es conocido por el nombre, dado por su detractores, como falacia de Lewontin.

## Hombre de Chancelade como Cro-Magnon
Con el final de la Segunda Guerra Mundial, gran parte de las teorías y literatura racial antes de la guerra fueron rechazadas, y los humanos fósiles se agruparon en categorías más amplias. Nuevos hallazgos en Jabel Qafzeh en Israel, Combe Capelle en Francia, Minatogawa en Japón y varios paleo-indios habían ampliado considerablemente el conocimiento del hombre arcaico. Todos estos hallazgos, agrupados con el hombre de Cro-Magnon, en lugar del de Neanderthal, y ampliando el antiguo término Cro-Magnon para abarcar todos los seres humanos tempranos con los modernos, incluyendo el hombre Chancelade.
En este entendimiento del término «Cro-Magnon», el hombre bjo y fornido de Chancelade no se destacó. Este cambio coincidió con uno de enfoque paleoantropológico fuera de Europa. Cro-Magnon en el sentido amplio ahora es reemplazado por humano anatómicamente moderno, y el nombre Cro-Magnon ha llegado a denotar restos similares al hallazgo original, aunque no como una unidad formal.
El conocimiento moderno de la historia genética de Europa demuestra que el continente europeo ha sido poblado en varias oleadas de grupos étnicos. Está dentro de lo posible que esto también ocurriera en la primera fase del asentamiento humano moderno de Europa, y que la historia de la población más temprana de Europa puede ser más compleja de lo que se suponía tradicionalmente solo a partir de la paleontología. 